# Дисеминована интраваскуларна коагулација
Дисеминована интраваскуларна коагулација је стечени поремећај хемостазе, који се карактерише појачаном општом коагулабилношћу крви и стварањем многобројних тромбоза (угрушака) у периферним крвним судовима (што изазива исхемију многих органа), као и појаву хеморагијског синдрома (крварења) као секундарне појаве.
Болест се јавља у трудноћи при разним поремећајима, код септихемијског шока, хемолитичког уремијског синдрома, цирозе јетре, панкреатитиса, леукемије, након хируршких интервенција и трансплантација органа и сл.
Дисеминована интраваскуларна коагулација се непрекидно одвија у крвној струји у одређеном обиму, али нормално постоји равнотежа између фактора који стимулишу и фактора који инхибирају коагулацију (згрушавање) крви и хемостазу. Поремећај равнотеже може довести до појаве ове болести.
Постоје бројни механизми који започињу дисеминовану интраваскуларну коагулацију и они су најчешће удружени. Сви они активирају спољашњи или унутрашњи механизам коагулације који, услед поремећене равнотеже, захвата већа подручја циркулације. Уколико се болест испољава у мањем степену и развија постепено, организам својим компензаторним механизмима може да спречи њен даљи развој и стварање других компликација. Када то није случај може да дође до настанка хеморагијског синдрома, смањене микроциркулације и исхемије у разним деловима организма, разних облика шока и др.
Главни патофизиолошки поремећај, који настаје као резултат ове болести, је појава крварења, због тога што се распрострањеном коагулацијом одстрањује тако велика количина фактора коагулације да остаје премало прокоагулантних супстанци за нормалну хемостазу.
|  | Молимо Вас, обратите пажњу на важно упозорење у вези са темама из области медицине (здравља). |